# Азербайджан на летних Паралимпийских играх 2020
Азербайджан на летних Паралимпийских играх 2020 в Токио был представлен 36 спортсменами (24 мужчинами и 12 женщинами) в 6 видах спорта. 23 спортсмена выступили на Паралимпийских играх впервые. Команда впервые была представлена в паратхэквондо. Игры были перенесены на 2021 год в связи с пандемией COVID-19 и проходили с 24 августа по 5 сентября.
На Паралимпийских играх 2020 спортсмены Азербайджана завоевали 19 медалей: 14 золотых, одну серебряную и четыре бронзовые. Азербайджан впервые взял паралимпийские медали в парапауэрлифтинге, беге на 400 м, плавании баттерфляем и мужском метании копья. В итоге сборная заняла 10-е место в неофициальном общекомандном зачёте по количеству золотых медалей, шестое место среди стран Европы, третье — среди республик бывшего Советского Союза и первое — среди мусульманских стран; по общему количеству наград она разделила с Индией и Узбекистаном 20—22-е места.
На церемонии открытия летних Паралимпийских игр 2020 знаменосцем сборной Азербайджана был победитель Игр 2008 года легкоатлет Олохан Мусаев, а на церемонии закрытия — чемпионка Токио, бегунья Ламия Велиева. В состав сборной Азербайджана вошёл ряд паралимпийских призёров, среди них двукратный паралимпийский чемпион Ильхам Закиев (дзюдо), паралимпийские чемпионы Олохан Мусаев (лёгкая атлетика) и Рамиль Гасымов (дзюдо), серебряные призёры Елена Таранова (стрельба), Камиль Алиев (прыжки в длину), Роман Салей (плавание), Елена Чебану (бег на 100 м) и Гамид Гейдари (метание копья). Трое из представлявших Азербайджан на Паралимпийских играх спортсменов являлись натурализованными, двое из них стали паралимпийскими чемпионами.

## Медали
На Паралимпийских играх в Токио сборная Азербайджана завоевала наибольшее количество медалей за свою историю — 19, что на 7 медалей больше, чем за девять лет до этого в Лондоне. Впервые в истории спортсмены Азербайджана удостоились паралимпийских медалей в пауэрлифтинге, беге на 400 м, плавании баттерфляем и мужском метании копья. Азербайджанским спортсменам удалось завоевать также рекордное количество золотых медалей — 14, что на две медали больше чем максимальное общее количество медалей, добытых на одной Паралимпиаде спортсменами страны. Из 16 призёров Игр 13 являлись дебютантами и взяли свои первые паралимпийские медали, при этом бегунья Ламия Велиева стала двукратной призёркой этих Игр. Из участников прошлой Паралимпиады, дзюдоист Ильхам Закиев и пловец Роман Салей стали четырёхкратными паралимпийскими призёрами, а метатель копья Гамид Гейдари — двукратным, причём Салей вошёл в историю азербайджанского спорта как первый трёхкратный паралимпийский чемпион. Закиев же стал первым и единственным азербайджанским спортсменом, завоевавшим медали четырёх Паралимпийских игр. 18-летний пловец Вели Исрафилов также вошёл в историю как самый молодой паралимпийский чемпион Азербайджана.
| Золото  |                   |                                                |            |
| №       | Спортсмены        | Вид спорта (дисциплина)                        | Дата       |
| 1       | Шахана Гаджиева   | Дзюдо (до 48 кг, женщины)                      | 27 августа |
| 2       | Роман Салей       | Плавание (100 м на спине, S12, мужчины)        | 27 августа |
| 3       | Вугар Ширинли     | Дзюдо (до 60 кг, мужчины)                      | 27 августа |
| 4       | Севда Велиева     | Дзюдо (до 57 кг, женщины)                      | 28 августа |
| 5       | Ханым Гусейнова   | Дзюдо (до 63 кг, женщины)                      | 28 августа |
| 6       | Гусейн Рагимли    | Дзюдо (до 81 кг, мужчины)                      | 28 августа |
| 7       | Гамид Гейдари     | Лёгкая атлетика (метание копья, F57, мужчины)  | 28 августа |
| 8       | Эльвин Астанов    | Лёгкая атлетика (толкание ядра, F53, мужчины)  | 29 августа |
| 9       | Дурсадаф Керимова | Дзюдо (свыше 70 кг, женщины)                   | 29 августа |
| 10      | Роман Салей       | Плавание (100 м вольным стилем, S12, мужчины)  | 31 августа |
| 11      | Вели Исрафилов    | Плавание (100 м брассом, SB12, мужчины)        | 1 сентября |
| 12      | Роман Салей       | Плавание (100 м баттерфляем, S12, мужчины)     | 3 сентября |
| 13      | Ламия Велиева     | Лёгкая атлетика (бег на 400 м, T13, женщины)   | 4 сентября |
| 14      | Орхан Асланов     | Лёгкая атлетика (прыжки в длину, T13, мужчины) | 4 сентября |
| Серебро |                   |                                                |            |
| №       | Спортсмены        | Вид спорта (дисциплина)                        | Дата       |
| 1       | Ламия Велиева     | Лёгкая атлетика (бег на 100 м, T13, женщины)   | 31 августа |
| Бронза  |                   |                                                |            |
| №       | Спортсмены        | Вид спорта (дисциплина)                        | Дата       |
| 1       | Парвин Мамедов    | Пауэрлифтинг (до 49 кг, мужчины)               | 26 августа |
| 2       | Намиг Абаслы      | Дзюдо (до 66 кг, мужчины)                      | 27 августа |
| 3       | Ильхам Закиев     | Дзюдо (свыше 100 кг, мужчины)                  | 29 августа |
| 4       | Саид Наджафзаде   | Лёгкая атлетика (прыжки в длину, T12, мужчины) | 30 августа |

| Медали по видам спорта | Медали по видам спорта | Медали по видам спорта | Медали по видам спорта | Медали по видам спорта |
| ---------------------- | ---------------------- | ---------------------- | ---------------------- | ---------------------- |
| Вид спорта             | 1                      | 2                      | 3                      | Итого                  |
| Дзюдо                  | 6                      | 0                      | 2                      | 8                      |
| Лёгкая атлетика        | 4                      | 1                      | 1                      | 6                      |
| Пауэрлифтинг           | 0                      | 0                      | 1                      | 1                      |
| Плавание               | 4                      | 0                      | 0                      | 4                      |
| Всего                  | 14                     | 1                      | 4                      | 19                     |

| Медали по дням | Медали по дням | Медали по дням | Медали по дням | Медали по дням |
| -------------- | -------------- | -------------- | -------------- | -------------- |
| Дата           | 1              | 2              | 3              | Итого          |
| 25 августа     | 0              | 0              | 0              | 0              |
| 26 августа     | 0              | 0              | 1              | 1              |
| 27 августа     | 3              | 0              | 1              | 4              |
| 28 августа     | 4              | 0              | 0              | 4              |
| 29 августа     | 2              | 0              | 1              | 3              |
| 30 августа     | 0              | 0              | 1              | 1              |
| 31 августа     | 1              | 1              | 0              | 2              |
| 1 сентября     | 1              | 0              | 0              | 1              |
| 2 сентября     | 0              | 0              | 0              | 0              |
| 3 сентября     | 1              | 0              | 0              | 1              |
| 4 сентября     | 2              | 0              | 0              | 2              |
| 5 сентября     | 0              | 0              | 0              | 0              |
| Всего          | 14             | 1              | 4              | 19             |

| Медали по полу | Медали по полу | Медали по полу | Медали по полу | Медали по полу |
| -------------- | -------------- | -------------- | -------------- | -------------- |
| Пол            | 1              | 2              | 3              | Итого          |
| Мужчины        | 9              | 0              | 4              | 13             |
| Женщины        | 5              | 1              | 0              | 6              |
| Всего          | 14             | 1              | 4              | 19             |

## Состав сборной

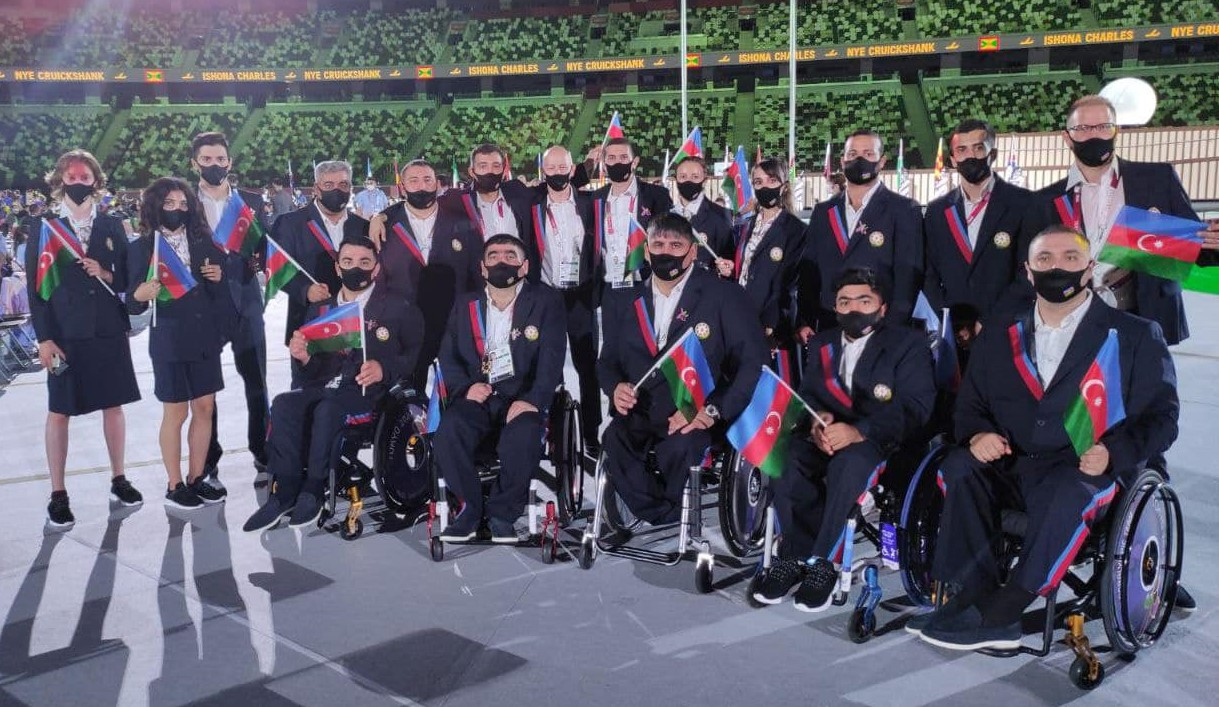
Члены паралимпийской сборной Азербайджана на церемонии открытия Игр

На летних Паралимпийских играх в Токио Азербайджан в шести видах спорта представляло рекордное количество спортсменов — 36. Большинство спортсменов Азербайджана на Паралимпиаде являлись легкоатлетами (12 атлетов). 23 спортсмена выступали на Паралимпийских играх в первый раз.
Ещё до начала Игр спортивные обозреватели называли состав сборной Азербайджана самым боевым, который когда-либо представлял страну на Паралимпийских играх. В состав сборной Азербайджана для участия в Играх 2020 вошёл целый ряд паралимпийских призёров, среди них двукратный паралимпийский чемпион Ильхам Закиев (дзюдо), паралимпийские чемпионы Олохан Мусаев (лёгкая атлетика) и Рамиль Гасымов (дзюдо), серебряные призёры Елена Таранова (стрельба), Камиль Алиев (прыжки в длину), Роман Салей (плавание), Елена Чебану (бег на 100 м) и Гамид Гейдари (метание копья).
Трое из представлявших Азербайджан на Паралимпийских играх спортсменов (Салей, Чебану и Гейдари) являлись натурализованными (ранее они выступали за Беларусь, Украину и Иран), двое из них стали паралимпийскими чемпионами, а Роман Салей — трёхкратным чемпионом Игр.
Самым молодым членом сборной являлась 17-летняя пловчиха Дана Шандыбина, а самым старшим — 60-летний стрелок Елена Таранова.
На церемонии открытия Паралимпийских игр знаменосцем сборной был победитель Паралимпийских игр 2008 года легкоатлет Олохан Мусаев, а на церемонии закрытия — чемпионка и серебряная призёрка Игр в Токио бегунья Ламия Велиева.
Девизом паралимпийской сборной Азербайджана был слоган «Непобедимые — к успеху!» (азерб. Yenilməzlər zəfərə doğru!).
 Дзюдо
1. Вугар Ширинли
2. Намиг Абаслы
3. Рамиль Гасымов
4. Гусейн Рагимли
5. Кянан Абдуллаханлы
6. Ильхам Закиев
7. Шахана Гаджиева
8. Басти Сафарова
9. Севда Велиева
10. Ханым Гусейнова
11. Дурсадаф Керимова

 Лёгкая атлетика
1. Камиль Алиев
2. Орхан Асланов
3. Эльвин Астанов
4. Орхан Гасымов
5. Гамид Гейдари
6. Олохан Мусаев
7. Самир Набиев
8. Саид Наджафзаде
9. Эльмир Джабраилов
10. Елена Чебану
11. Ламия Велиева
12. Юлия Яновская

 Пауэрлифтинг
1. Парвин Мамедов
2. Нурлан Бабаджанов
3. Эльшан Гусейнов
4. Шамо Асланов

 Плавание
1. Вели Исрафилов
2. Роман Салей
3. Дана Шандыбина

 Стрельба
1. Камран Зейналов
2. Елена Таранова

 Тхэквондо
1. Имамеддин Халилов
2. Абульфаз Абузарли
3. Рояла Фаталиева
4. Айнур Мамедова

## Результаты соревнований

### Дзюдо

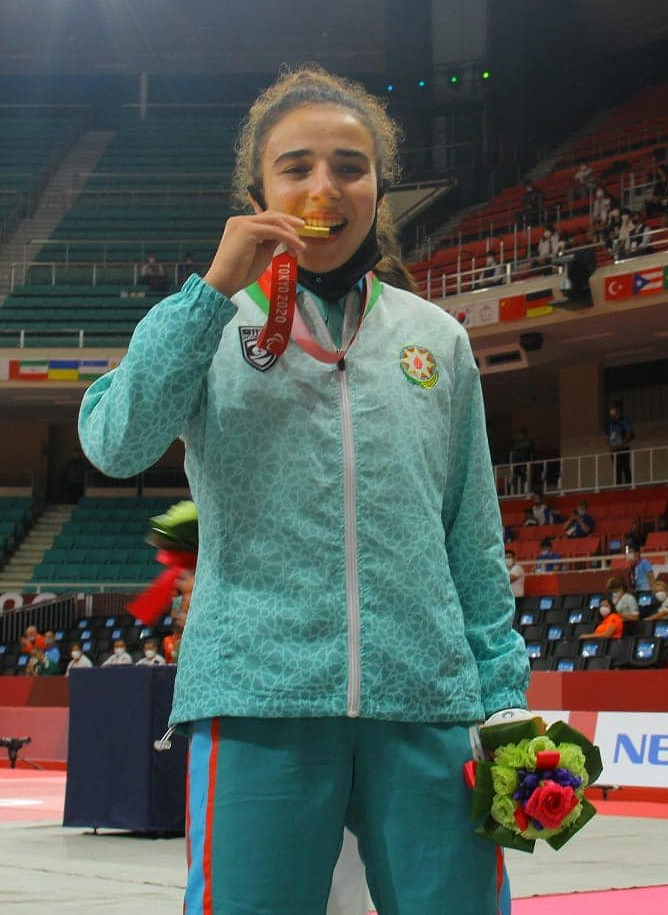
Победительница Игр Шахана Гаджиева после церемонии награждения

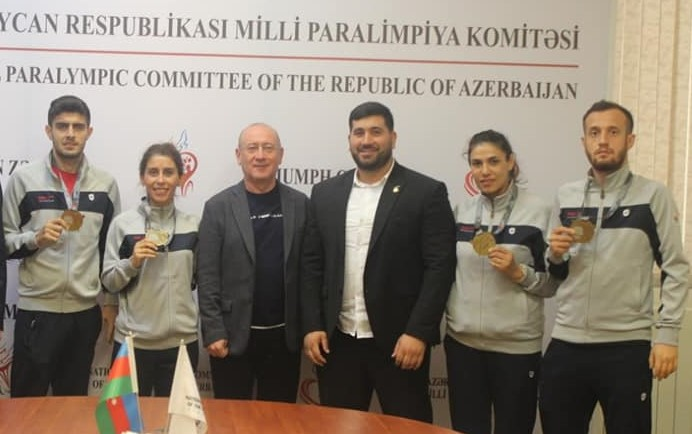
Тхэквондисты паралимпийской сборной Азербайджана с золотыми медалями Европейского лицензионного турнира. Слева направо: Имамеддин Халилов, Рояла Фаталиева, Ильгар Рагимов (президент НПК), Фарид Тагизаде (главный тренер сборной), Айнур Мамедова и Абульфаз Абузарли

Лицензию на Паралимпийские игры в Токио завоевали 11 азербайджанских дзюдоистов. Но чемпион Игр 2016 года Рамиль Гасымов (73 кг) сдал положительный тест на коронавирус, выбыв тем самым из числа участников. Из оставшихся пять спортсменов принимали участие в соревнованиях среди мужчин, пятеро — среди женщин. Для восьми дзюдоистов Игры в Токио были дебютными в карьере. В результате жеребьёвки многие азербайджанские дзюдоисты были сеянными, некоторые из них вступили в борьбу только со второго круга.
В первый день соревнований по дзюдо, 27 августа 2021, на татами вышли четверо спортсменов. Для всех из них это были дебютные Игры в карьере. В женском зачёте Шахана Гаджиева в весовой категории до 48 кг вышла в финал, поочерёдно одолев хозяйку татами Шизуку Хангаи и россиянку Викторию Потапову. В финале Гаджиева выиграла у двукратной призёрки Паралимпийских игр француженки Сандрин Мартин и принесла первое золото паралимпийской сборной Азербайджана в Токио. Основное время не вявило победителя (соперницы обменялись бросками на «вадза-ари») и Гаджиева провела решающий бросок в дополнительное время. Басти Сафарова же в весовой категории до 52 кг проиграла на старте Юи Фудзиваре из Японии, а в утешительной схватке уступила украинской дзюдоистке Наталье Николайчук и завершила Игры.
В мужском зачёте в весовой категории до 60 кг Вугар Ширинли одолел на старте турецкого атлета Реджепа Чифтчи, а в полуфинале оказался сильнее Алекса Болога из Румынии. В финале Ширинли победил казахского дзюдоиста Ануара Сариева и принёс вторую золотую медаль Азербайджана в дзюдо. В весовой категории до 66 кг страну представлял Намиг Абаслы, которой проиграл первую встречу испанцу Серхио Ибаньесу, но затем, одолев в утешительных встречах пуэрториканца Луиса Переса и россиянина Виктора Руденко, получил шанс бороться за бронзу. В этой схватке Абаслы одолел чемпиона 2012 года и призёра Паралимпиады в Рио украинского спорисмена Давида Хораву.

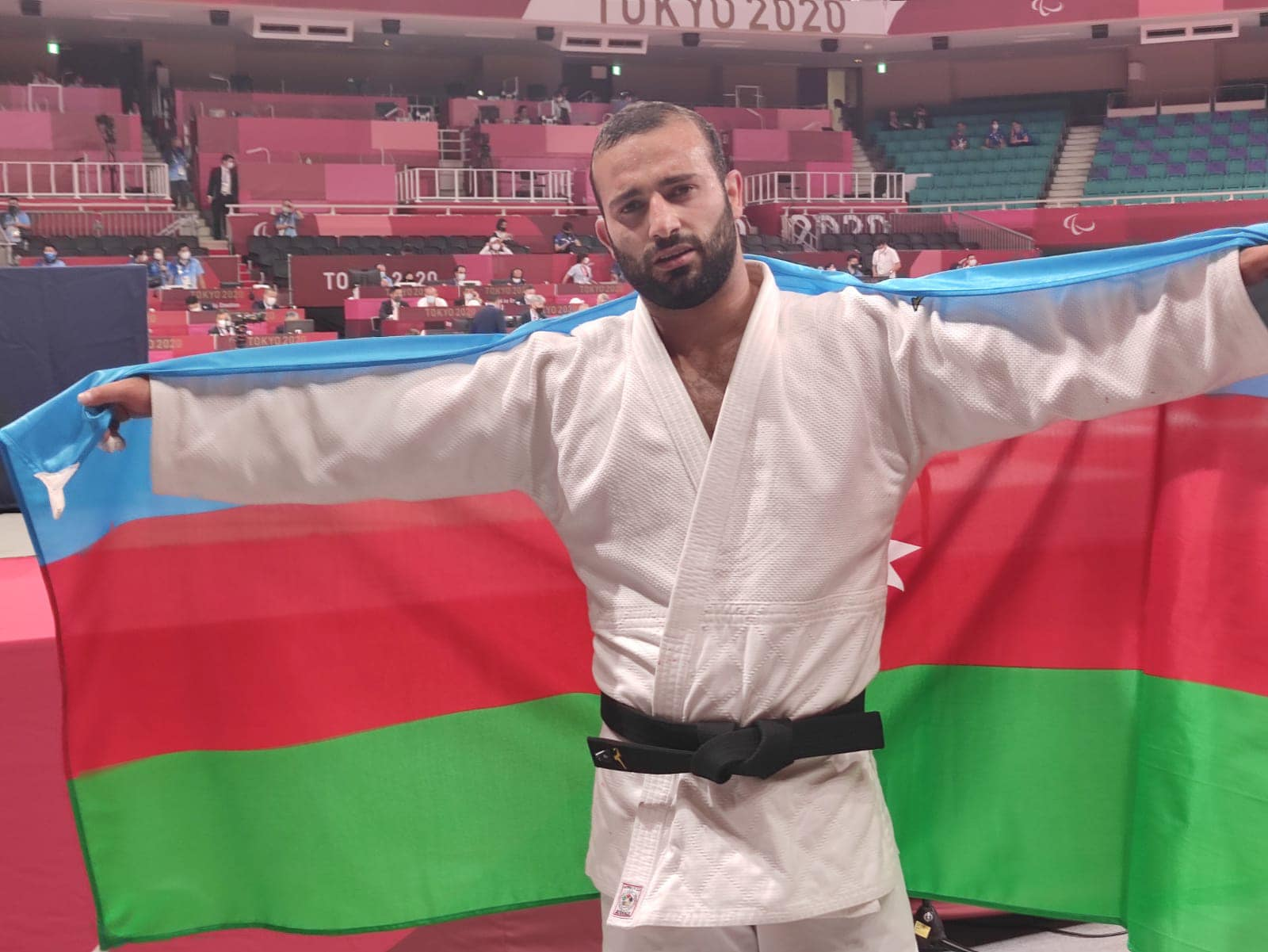
Победитель Игр Гусейн Рагимли после победы в финале

28 августа 2021, во второй день соревнований по дзюдо, на татами вышло три азербайджанских спортсмена. Все трое также являлись дебютантами и все они стали чемпионами Паралимпийских игр. Так, Севда Велиева в весовой категории до 57 кг, одолев поочерёдно Даяну Федосову из Казахстана и Зейнеб Челик из Турции, вышла в финал, где победила узбекскую дзюдоистку Парвину Самандарову. Ханым Гусейнова в весовой категории до 63 кг, одолела на старте хозяйку татами Хироко Кудо, а затем — китаянку Юэ Ван. В финале Гусейнова нанесла поражение Ирине Гусиевой с Украины.
В мужском зачёте Гусейн Рагимли на пути к финалу в весовой категории до 81 кг одолел британца Дэниэла Пауэлла, а после — Джунг-Мина Ли из Южной Кореи. В решающей схватке за золото он одолел Давурхона Кароматова из Узбекистана. Также, согласно жребию, на татами должен был выйти действующий чемпион в весовой категории до 73 кг Рамиль Гасымов, где его ожидала встреча с Темиржаном Даулетом из Казахстана. Однако, из-за положительного результата на COVID-19 организаторы не выпустили Гасымова на татами и он получил техническое поражение.

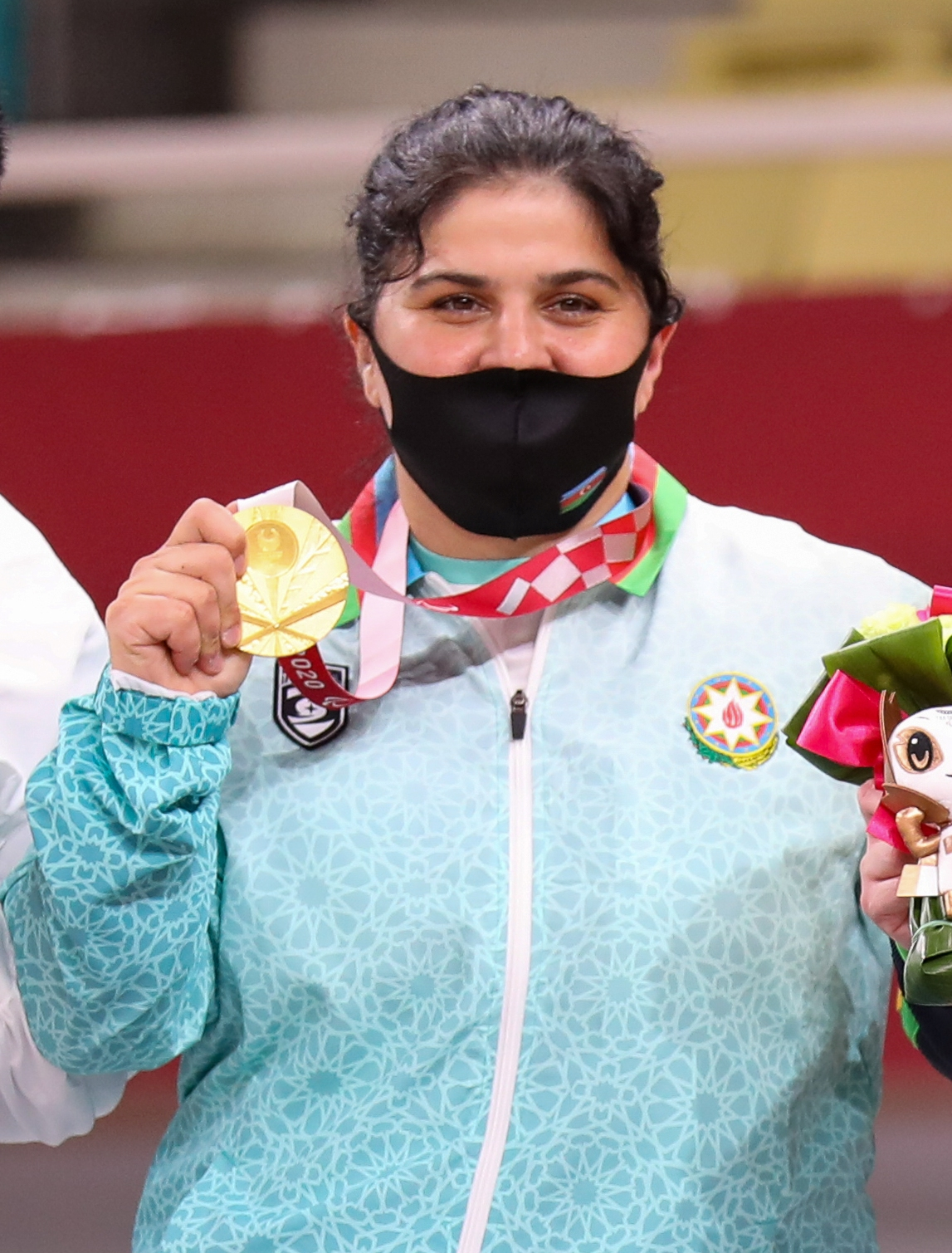
Победительница Игр Дурсадаф Керимова на церемонии награждения

В заключительный день соревнований по дзюдо на татами вышли ещё три азербайджанских дзюдоиста. Из них двое уже выступали на предыдущих Играх. В женском зачёте дебютантка Паралимпиады Дурсадаф Керимова в весовой категории свыше 70 кг одолела сначала украинскую спортсменку Анастасию Гарник, а затем — Мэг Эммерих из Бразилии. В финальной схватке Керимова победила Зарину Байбатину из Казахстана и также как и её родная сестра Ханым Гусейнова выиграла золото токийской Паралимпиады.
Двукратный паралимпийский чемпион Ильхам Закиев, который уже в пятый раз выступал на Паралимпийских играх, в стартовой схватке в весовой категории свыше 100 кг выиграл у Джека Ходжсона из Великобритании, но после уступил также двукратному паралимпийскому чемпиону Ван-Гьен Чои из Южной Кореи. В этой схватке Закиев сломал пальцы на ноге и проиграл. Врач, который осмотрел Закиева после схватки, спросил, будет ли он бороться, на что Закиев ответил, что будет. В утешительной схватке Закиев одолел Теодора Суббу из Ямайки и получил шанс бороться за бронзовую медаль. Но в связи с тем, что его соперник Ширин Шарипов из Узбекистана был дисквалифицирован судьями за применение на предыдущем этапе запрещённого приёма, Закиев выиграл бронзовую медаль. Таким образом Ильхам Закиев завоевал свою четвёртую медаль Паралимпийских игр. В весовой категории до 100 кг страну представлял Кянан Абдуллаханлы, для которого это были уже вторые Игры в карьере. Он в первой же схватке проиграл Шарифу Халилову из Узбекистана и завершил Игры.
Таким образом, азербайджанские дзюдоисты завоевали восемь медалей в Токио. Из них — шесть золотых и две бронзовые. В итоге, Азербайджан занял первое место в общекомандном зачёте по дзюдо.
Мужчины
| Спортсмен          | Категория    | 1/8 финала                  | Четвертьфинал                | Полуфинал                | Полуфинал                | Финал                       | Финал                |                      |
| Спортсмен          | Категория    | Соперник Результат          | Соперник Результат           | Соперник Результат       | Соперник Результат       | Соперник Результат          | Место                |                      |
| ------------------ | ------------ | --------------------------- | ---------------------------- | ------------------------ | ------------------------ | --------------------------- | -------------------- | -------------------- |
| Вугар Ширинли      | до 60 кг     | Не участвовал               | Р. Чифтчи (TUR) В 10s1-0s2   | А. Болога (ROM) В 1s1-0  | А. Болога (ROM) В 1s1-0  | А. Сариев (KAZ) В 10-1s2    | 1                    |                      |
| Намиг Абаслы       | до 66 кг     | Не участвовал               | С. Ибаньес (ESP) П 0s2-1     | Утешительная схватка 1   | Утешительная схватка 2   | За 3-е место                | 3                    |                      |
| Намиг Абаслы       | до 66 кг     | Не участвовал               | С. Ибаньес (ESP) П 0s2-1     | Л. Перес (PUR) В 10-0    | В. Руденко (RPC) В 1s1-0 | Д. Хорава (UKR) В 1s2-0s1   | 3                    |                      |
| Рамиль Гасымов     | до 73 кг     | Т. Даулет (KAZ) П DNS       | Завершил выступление         | Завершил выступление     | Завершил выступление     | Завершил выступление        | Завершил выступление | Завершил выступление |
| Гусейн Рагимли     | до 81 кг     | Не участвовал               | Д. Пауэлл (GBR) В 11s1-0     | Ли Чонмин (KOR) В 10-0s1 | Ли Чонмин (KOR) В 10-0s1 | Д. Караматов (UZB) В 10-1s2 | 1                    |                      |
| Кянан Абдуллаханлы | до 100 кг    | Ш. Халилов (UZB) П 0s1-10s2 | Завершил выступление         | Завершил выступление     | Завершил выступление     | Завершил выступление        | Завершил выступление | Завершил выступление |
| Ильхам Закиев      | свыше 100 кг | Д. Ходжсон (GBR) В 1s2-0s1  | Чхве Гвангын (KOR) П 0s2-1s2 | Утешительная схватка     | Утешительная схватка     | За 3-е место                | 3                    |                      |
| Ильхам Закиев      | свыше 100 кг | Д. Ходжсон (GBR) В 1s2-0s1  | Чхве Гвангын (KOR) П 0s2-1s2 | Т. Субба (JAM) В 10-0s1  | Т. Субба (JAM) В 10-0s1  | Ш. Шарипов (UZB) В WQO      | 3                    |                      |

Женщины
| Спортсмен         | Категория   | Четвертьфинал                 | Полуфинал                   | Финал                         | Финал |
| Спортсмен         | Категория   | Соперник Результат            | Соперник Результат          | Соперник Результат            | Место |
| ----------------- | ----------- | ----------------------------- | --------------------------- | ----------------------------- | ----- |
| Шахана Гаджиева   | до 48 кг    | С. Хангаи (JPN) В 10-0        | В. Потапова (RPC) В 10-0    | C. Мартине (FRA) В 10s1-1     | 1     |
| Басти Сафарова    | до 52 кг    | Ю. Фудзивара (JPN) П 0s3-10s2 | Утешительная схватка 1      | За 3-е место                  | 7     |
| Басти Сафарова    | до 52 кг    | Ю. Фудзивара (JPN) П 0s3-10s2 | Н. Николайчук (UKR) П 0-10  | Завершила выступление         | 7     |
| Севда Велиева     | до 57 кг    | Д. Федосова (KAZ) В 10-0      | З. Челик (TUR) В 10s1-0     | П. Самандарова (UZB) В 1-0s2  | 1     |
| Ханым Гусейнова   | до 63 кг    | Х. Кудо (JPN) В 10s1-0s1      | Юэ Ван (CHN) В 1s1-0        | И. Гусиева (UKR) В 1-0        | 1     |
| Дурсадаф Керимова | свыше 70 кг | А. Гарник (UKR) В 10-0        | М. Эммерих (BRA) В 11s2-1s1 | З. Байбатина (KAZ) В 10s1-0s2 | 1     |

### Лёгкая атлетика
В лёгкой атлетике Азербайджан представляли 12 спортсменов, из которых девять были мужчинами, трое — женщинами. Для половины атлетов Игры в Токио стали дебютными в их карьере. Первые лицензии на Игры в лёгкой атлетике в ноябре 2019 года завоевали ставший третьим на чемпионате мира в Дубае прыгун в длину Камиль Алиев и ставшие четвёртыми метатели диска Самир Набиев и Олохан Мусаев. Следующие лицензии в июне 2021 года завоевали Эльвин Астанов, Эльмир Джабраилов, Саид Наджафзаде, Гамид Гейдари и Елена Чебану, которые удачно выступили на последнем открытом чемпионате Европы в Быдгоще и набрали нужное количество рейтинговых очков. В июле лицензии получили показавшие высокие результаты на рейтинговых соревнованиях бегуньи Ламия Велиева и Юлия Яновская, а также прыгун в длину Орхан Асланов.
Первым на Играх, 27 августа, в соревновании по толканию ядра выступил чемпион Игр 2008 года и знаменосец сборной Олохан Мусаев. В финале класса F55 Мусаев стал пятым, толкнув ядро на 11,89 метров. Через три дня Мусаев выступил в соревновании по метанию диска (F56) и с результатом 37,92 метра стал седьмым среди восьми участников.

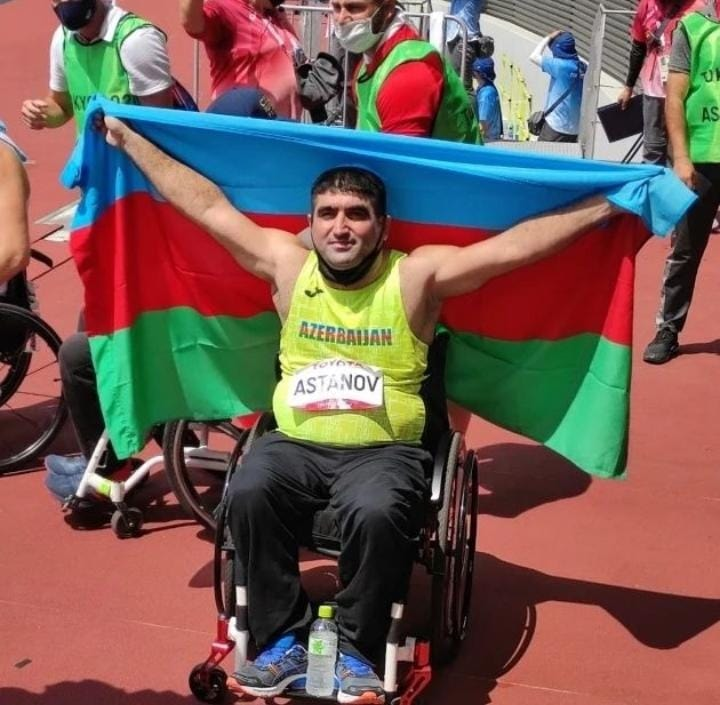
Победитель Игр Эльвин Астанов на летних Паралимпийских играх 2020

28 августа выступил копьеметатель Гамид Гейдари, являвшийся серебряным призёром Рио 2016 и представлявшим тогда Иран. Гейдари вышел на старт последним из 12 спортсменов. Во второй попытке Гейдари метнул копьё на 47,78 метра и поднялся на третье место. В четвёртой попытке он показал результат 49,04 метра, заняв второе место. Наконец, в пятой своей попытке Гейдари метнул копьё на 51,42 метра и обошёл лидировавщего до этого чемпиона мира 2017 года иранца Аманолу Папи на 1,86 метра, благодаря чему установил новый мировой рекорд и стал чемпионом Игр.
29 августа выступил толкатель ядра дебютант Игр Эльвин Астанов. Астанов вышел на старт седьмым из 9 спортсменов. Уже во второй попытке с результатом в 8,48 метра он стал лидером, а в следующих попытках только улучшил свой результат, толкнув ядро сначала на 8,62 м, а потом на 8,77 м. Последний результат Астанова стал рекордом Паралимпийских игр. Выступавшие после Астанова атлеты не сумели повторить результат азербайджанского спортсмена и Астанов стал чемпионом Игр. Выступавший в этот же день в полуфинале на дистанции 100 метров и в категории слепоты Т13 спринтер Эльмир Джабраилов не смог финишировать на вторых для себя Играх и не вышел в финал. Через три дня Джабраилов выступал в полуфинальном забеге на 400 метров, но заняв в своём забеге с результатом 52,17 секунды шестое место среди семи атлетов, также не смог пробиться в финал.
30 августа в борьбу за медали вступили прыгуны в длину в категории слепоты Т12 Камиль Алиев и Саид Наджафзаде. Наджафзаде в первой попытке прыгнул на 7 метров, а в четвёртой улучшил свой результат — 7,03 метра. Это позволило Саиду подняться на второе место, но в последней попытке кубинец Ленье Савон обошёл его, и Наджафзаде стал бронзовым призёром. Алиев же с результатом 6,89 метра занял пятое место.
31 августа на старт вышли бегуньи в категории слепоты Т13 Елена Чебану и дебютантки Игр Ламия Велиева и Юлия Яновская. В полуфинале забега на 100 метров Велиева в своей подгруппе квалификации пробежала дистанцию первой за 12,09 секунды, Яновская стала третьей во второй подгруппе (12,41 секунды), а Чебану — первой в третьей подгруппе (12,16 секунды). В итоге все трое азербайджанских спортсменок вышли в финал. В финале лучшей среди бегуний Азербайджана стала Велиева, которая с результатом 11,99 секунды заняла второе место, осттав от чемпионки Адирату Иглесиас из Испании всего на 0,03 секунды. Яновская стала четвёртой, а Чебану — седьмой. Тренеры считали, что Елене Чебану было по силам выиграть золото и улучшить свой результат Игр 2016 года, где он заняла второе место, но во время разминки Чебану растянула мышцу правой ноги, что повлияло на результат.

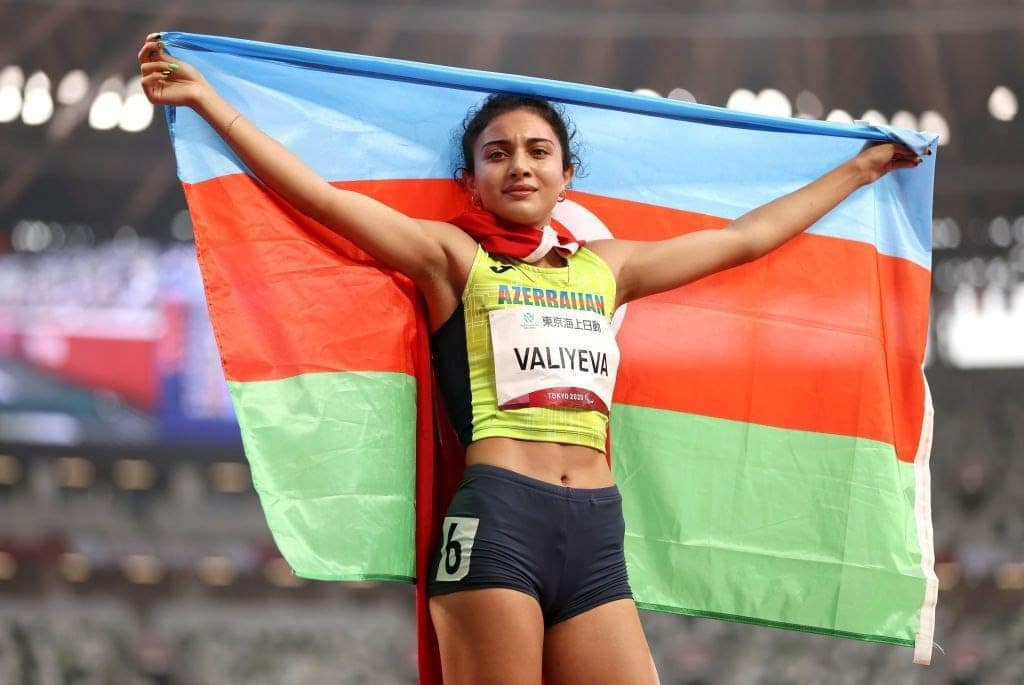
Ламия Велиева после победы в финале забега на 400 метров

Через два дня Велиева и Яновская выступили в полуфинальном забеге на 400 метров и обе в своих подгруппах заняли второе место, выйдя в финал. 4 сентября состоялся финал забега на 400 метров, который Велиева выиграла. Пробежав дистанцию за 55,00 секунды, она опередила свою обидчицу в забеге на 100 м испанку Иглесиас на 0,53 секунды и установила новый рекорд Паралимпийских игр. Яновская же заняла пятое место с результатом 57,18 секунды.
2 сентября на дебютной для себя Паралимпиаде выступил компьеметатель Орхан Гасымов в категории слепоты F13. В первой попытке он метнул копьё на 53,17 метра, а после улучшил свой результат (57,82 метра и 58,94 метра). В шестой попытке Гасымов метнул копьё на 58,96 метра, но это не помогло ему подняться на пьедестал почёта. В итоге Гасымов стал пятым среди семи участников.
3 сентября на старт вышел метатель диска Самир Набиев, для которого Игры в Токио были вторыми в карьере. В категории F57 Набиев в своей лучшей попытке метнул диск на 13,12 метра и занял седьмое место среди 15-и участников. 4 сентября на арену вышел Орхан Асланов, который выступал в прыжках в длину и категории слепоты Т13. В первой попытке Асланов прыгнул на 7,03 метра, посде чего улучшил своё результат (7,28 метра и далее 7,36 метра). Соперники не смогли прыгнуть дальше Асланова, который в итоге занял первое место и завоевал для Азербайджана 14-е и последнее золото на Играх в Токио.
Таким образом, азербайджанские легкоатлеты завоевали шесть медалей в Токио. Из них — четыре золотые, одну серебряную и одну бронзовую. В итоге, Азербайджан разделил с Кубой 17-е место в общекомандном зачёте по лёгкой атлетике.
Мужчины
| Спортсмен         | Дисциплина          | Полуфинал     | Полуфинал     | Финал                | Финал                |
| Спортсмен         | Дисциплина          | Результат     | Место         | Результат            | Место                |
| ----------------- | ------------------- | ------------- | ------------- | -------------------- | -------------------- |
| Камиль Алиев      | Прыжки в длину, Т12 | Не проводился | Не проводился | 6,89 м               | 5                    |
| Орхан Асланов     | Прыжки в длину, Т13 | Не проводился | Не проводился | 7,36 м AR            | 1                    |
| Эльвин Астанов    | Толкание ядра, F53  | Не проводился | Не проводился | 8,77 м PR            | 1                    |
| Орхан Гасымов     | Метание копья, F13  | Не проводился | Не проводился | 58,96 м              | 5                    |
| Гамид Гейдари     | Метание копья, F57  | Не проводился | Не проводился | 51,42 м WR PR        | 1                    |
| Олохан Мусаев     | Толкание ядра, F55  | Не проводился | Не проводился | 11,89 м              | 5                    |
| Олохан Мусаев     | Метание диска, F56  | Не проводился | Не проводился | 37,92 м              | 7                    |
| Самир Набиев      | Толкание ядра, F57  | Не проводился | Не проводился | 13,12 м SB           | 7                    |
| Саид Наджафзаде   | Прыжки в длину, T12 | Не проводился | Не проводился | 7,03 м               | 3                    |
| Эльмир Джабраилов | Бег на 100 м, Т12   | DNF           | DNF           | Завершил выступление | Завершил выступление |
| Эльмир Джабраилов | Бег на 400 м, Т12   | 52,17 с       | 12            | Завершил выступление | Завершил выступление |

Женщины
| Спортсменка   | Дисциплина        | Полуфинал | Полуфинал | Финал      | Финал |
| Спортсменка   | Дисциплина        | Результат | Место     | Результат  | Место |
| ------------- | ----------------- | --------- | --------- | ---------- | ----- |
| Елена Чебану  | Бег на 100 м, Т13 | 12,16 с   | 3 Q       | 12,41 с    | 7     |
| Ламия Велиева | Бег на 100 м, Т13 | 12,09 с   | 2 Q       | 11,99 с    | 2     |
| Ламия Велиева | Бег на 400 м, Т13 | 55,71 c   | 3 Q       | 55,00 c PR | 1     |
| Юлия Яновская | Бег на 100 м, Т13 | 12,41 с   | 8 Q       | 12,30 с    | 4     |
| Юлия Яновская | Бег на 400 м, Т13 | 56,55 c   | 4 Q       | 57,18 c    | 5     |

### Пауэрлифтинг
Азербайджан на соревнованиях по пауэрлифтингу был представлен четырьмя спортсменами, что являлось рекордным числом для страны. Это были Парвин Мамедов (до 49 кг), Нурлан Бабаджанов (до 97 кг), Эльшан Гусейнов (до 107 кг) и Шамо Асланов (свыше 107 кг). Для Мамедова, Бабаджанова и Асланова это были дебютные Игры. Гусейнов же участвовал на своей четвёртой по счёту Паралимпиаде, лучшим его результатом было 4-е место в 2012 году в Лондоне.

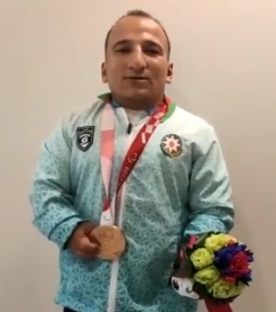
Парвин Мамедов с бронзовой медалью Паралимпийских игр 2020 в Токио

Первую лицензию среди пауэрлифтеров взял в июле 2019 года капитан сборной Азербайджана по парапауэрлифтингу Эльшан Гусейнов. Ему удалось подняться на 4-ю строчку мирового рейтинга, благодаря 7-му месту на чемпионате мира в Нур-Султане. Лицензия Гусейнова также стала первой лицензией Азербайджана на Паралимпийские игры в Токио. В июне 2021 года лицензию завоевал Парвин Мамедов. Ему удалось занять 4-е место на Кубке мира в Дубае и набрать необходимое число рейтинговых очков. Через несколько дней на этом же турнире лицензию завоевал супертяжеловес сборной Азербайджана Шамо Асланов, став вторым в своей весовой категории. Последним благодаря рейтинговым очкам лицензию завоевал Нурлан Бабаджанов. С середины июля до начала августа сборная находилась на международном учебно-тренировочных сборах в Бакуриани, где и готовилась к Играм в Токио.
Первым начал своё выступление Парвин Мамедов. В своей первой попытке он поднял 148 кг и занял 4-е место. Затем он поднял 156 кг и поднялся на 3-ю позицию. В третьей попытке Мамедову не удалось поднять 162 кг. Таким образом Парвин Мамедов завоевал бронзовую медаль, которая стала первой медалью паралимпийской сборной Азербайджана в Токио. Бабаджанов в первой попытке поднял 185 кг, но затем не сумел поднять 195 кг и 204 кг и занял в результате седьмое место. Остальные члены команды выступили менее удачно. Так, Гусейнов провалил первые две попытки, не сумев поднять 225 кг. В третьей попытке он заказал 231 кг, но ему не удалось взять и этот вес. Асланову же в первой попытке не удалось взять 217 кг. Затем он заказал 225 кг и снова не смог поднять, а в третьей попытке ему не удалось поднять 230 кг.
В итоге, Азербайджан с одной бронзовой медалью разделил с восемью странами 18-е место в общекомандном зачёте по пауэрлифтингу.
Мужчины
| Спортсмен         | Категория    | Результаты | Место |
| ----------------- | ------------ | ---------- | ----- |
| Парвин Мамедов    | До 49 кг     | 156 кг     | 3     |
| Нурлан Бабаджанов | До 97 кг     | 185 кг     | 7     |
| Эльшан Гусейнов   | До 107 кг    | NM         | -     |
| Шамо Асланов      | Свыше 107 кг | NM         | -     |

### Плавание

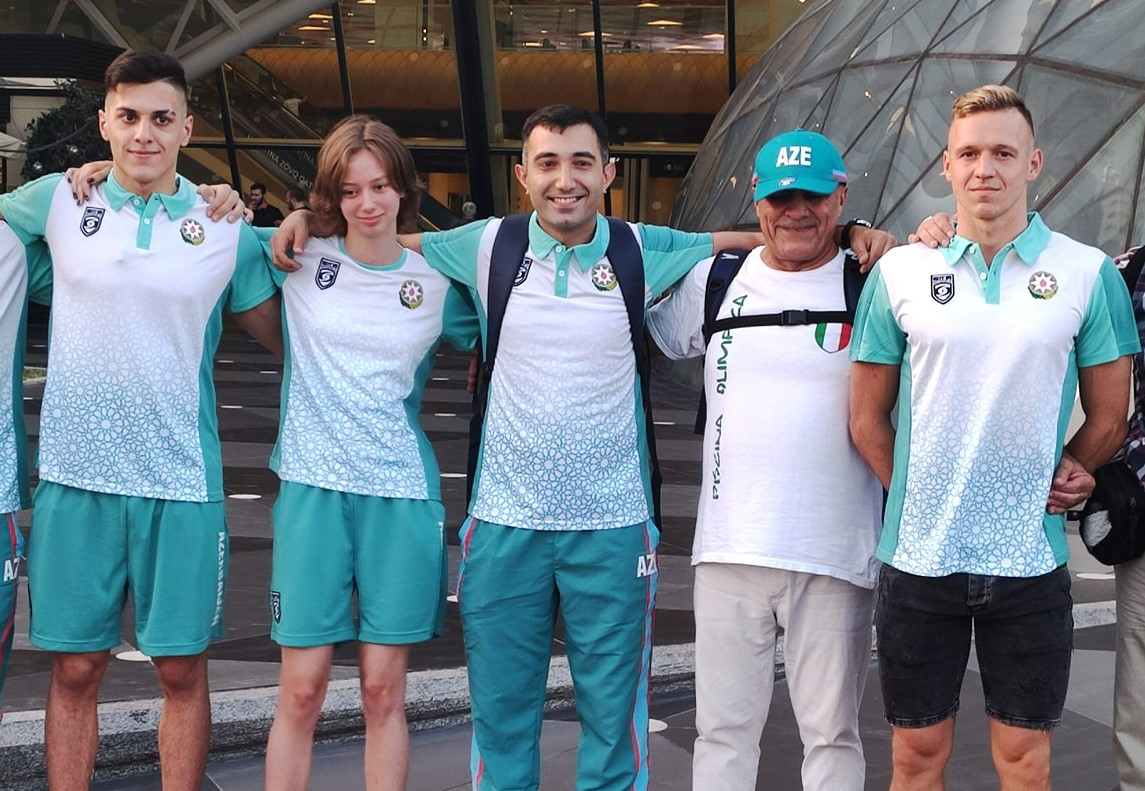
Пловцы паралимпийской сборной Азербайджана и их тренеры перед вылетом на Паралимпийские игры в Токио. Слева направо: Вели Исрафилов (1-й), Дана Шандыбина (2-я), Алаверди Джулфаев (4-й, главный тренер сборной) и Роман Салей (5-й)

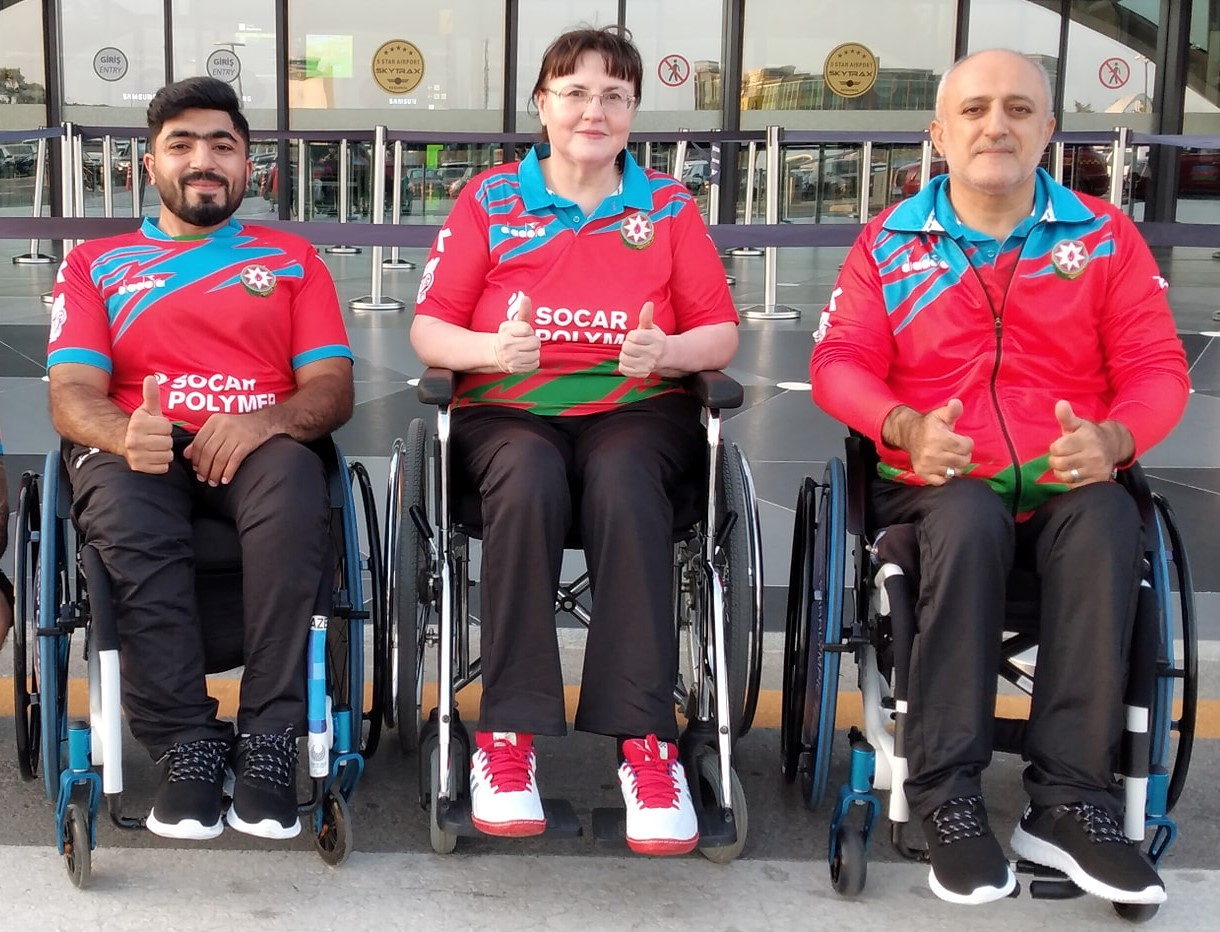
Стрелки паралимпийской сборной Азербайджана и их тренер перед вылетом на Паралимпийские игры в Токио. Слева направо: Камран Зейналов, Елена Таранова и Акпер Мурадов (главный тренер сборной)

На Играх в Токио Азербайджан представляло три спорстмена: уже участвоваший на Играх в Рио Роман Салей и дебютанты Игр 18-летний Вели Исрафилов и 17-летняя Дана Шандыбина. Из них первую лицензию в сентябре 2019 года завоевал Роман Салей, успешно выступив на чемпионате мира в Лондоне. В феврале 2020 года ещё два азербайджанских пловца получили лицензию на Игры. Ими стали попавшая в десятку в мировом рейтинге пловчиха Дана Шандыбина и бронзовый призёр чемпионата мира 2019 года в Лондоне Вели Исрафилов.
Первым на старт 27 августа вышел Роман Салей. В плавании на 100 метров на спине в категории слепоты S12 он показал показал лучшее время среди восьми соперников и выиграл первое золото для Азербайджана в плавании. Это также стало второй по счёту золотой медалью в копилке паралимпийской сборной Азербайджана. Через 2 дня на дистанции 50 метров вольным стилем Салей занял четвёртое место, отстав от победителя Игоря Бокий на 0,64 секунды. В финале вместе с Романом за Беларусь выступал его родной брат Дмитрий, который на прошлых Играх также выступал за Азербайджан.
31 августа на дистанции 100 м вольным стилем Салей показал в финале время 52,69 секунд и завоевал свою вторую золотую медаль. На следующий день на старт вышло ещё двое пловцов сборной Азербайджана. Дана Шандыбина на дистанции 100 м брассом заняла 1-е место в своём заплыве и 11-е — в квалификации, не сумев пробиться в финал. В этой же дисциплине среди мужчин выступал Вели Исрафилов, который завоевал золото и установил новый Паралимпийский рекорд. Победу на Играх Исрафилов посвятил своей родине.
3 сентября Салей и Исрафилов выступали на дистанции 100 м баттерфляем в категории S12. Исрафилову не удалось выйти в финал, Салей же в финале оказался быстрее всех и выиграл своё третье паралимпийское золото.
В итоге, азербайджанские пловцы завоевали четыре медали в Токио, все — золотые. Таким образом, Азербайджан занял 12-е место в общекомандном зачёте по плаванию.
Мужчины
| Спортсмен      | Дисциплина                | Квалификация  | Квалификация  | Финал                | Финал                |
| Спортсмен      | Дисциплина                | Время         | Место         | Время                | Место                |
| -------------- | ------------------------- | ------------- | ------------- | -------------------- | -------------------- |
| Вели Исрафилов | 100 м брассом, SB12       | Не проводился | Не проводился | 1:04.86 PR           | 1                    |
| Вели Исрафилов | 100 м баттерфляем, S12    | 1:10.59 мин   | 5             | Завершил выступление | Завершил выступление |
| Роман Салей    | 50 м вольным стилем, S13  | 23,98 с       | 3 Q           | 23,85 с              | 4                    |
| Роман Салей    | 100 м вольным стилем, S12 | 53,89 с       | 2 Q           | 52,69 с              | 1                    |
| Роман Салей    | 100 м на спине, S12       | Не проводился | Не проводился | 1:00.30 мин          | 1                    |
| Роман Салей    | 100 м баттерфляем, S12    | 58,99 с       | 1 Q           | 57,81 с              | 1                    |

Женщины
| Спортсмен      | Дисциплина          | Квалификация | Квалификация | Финал                 | Финал                 |
| Спортсмен      | Дисциплина          | Время        | Место        | Время                 | Место                 |
| -------------- | ------------------- | ------------ | ------------ | --------------------- | --------------------- |
| Дана Шандыбина | 100 м брассом, SB13 | 1:24.51 мин  | 11           | Завершила выступление | Завершила выступление |

### Стрельба
На Играх в Токио Азербайджан представляло два стрелка: призёр Паралимпийских игр в Сиднее и Афинах Елена Таранова и дебютант Игр Камран Зейналов. Обе они завоевали лицензии в октябре 2019 года на чемпионате мира в Сиднее.
31 августа Таранова и Зейналов начали свои выступления в соревновании по стрельбе из пневматического пистолета на 10 метров в категории SH1. Они набрали в квалификации 538 и 543 очков соответственно. Таранова заняла 16-е место среди 18-и участниц, а Зейналов — 23-е место среди 27-и участников. В итоге, оба спортсмена не смогли пройти в финал.
2 сентября Таранова начала выступление в соревновании по стрельбе на 25 метров. Тут её удалось набрать 516 очков, в результате чего она заняла 29-е место среди 30-и участников, также оставшись вне финала.
4 сентября Таранова и Зейналов приняли участие в ещё одном соревновании, в стрельбе на 50 метров. Зейналов набрал 518 очков и занял 20-е место, а Таранова набрала 503 очков, обосновавшись на 29-м месте. Всего же в этом состязании выступало 34 спортсмена. В финал же пробились восемь лучших. В итоге стрелки Азербайджана завершили Паралимпиаду без медалей.
Мужчины
| Спортсмен       | Дисциплина                         | Квалификация | Квалификация | Финал                | Финал                |
| Спортсмен       | Дисциплина                         | Счёт         | Место        | Счёт                 | Место                |
| --------------- | ---------------------------------- | ------------ | ------------ | -------------------- | -------------------- |
| Камран Зейналов | 10 м, пневматический пистолет, SH1 | 543          | 23           | Завершил выступление | Завершил выступление |
| Камран Зейналов | 50 м, пистолет, SH1                | 518          | 20           | Завершил выступление | Завершил выступление |

Женщины
| Спортсменка    | Дисциплина                         | Квалификация | Квалификация | Финал                 | Финал                 |
| Спортсменка    | Дисциплина                         | Счёт         | Место        | Счёт                  | Место                 |
| -------------- | ---------------------------------- | ------------ | ------------ | --------------------- | --------------------- |
| Елена Таранова | 10 м, пневматический пистолет, SH1 | 538          | 16           | Завершила выступление | Завершила выступление |
| Елена Таранова | 25 м, пистолет, SH1                | 516          | 29           | Завершила выступление | Завершила выступление |
| Елена Таранова | 50 м, пистолет, SH1                | 503          | 29           | Завершила выступление | Завершила выступление |

### Тхэквондо
Лицензию на Паралимпийские игры в Токио завоевало четыре азербайджанских паратхэквондиста, благодаря тому, что все они стали победителями Европейского лицензионного турнира, который прошёл в мае 2021 года в Софии. Впоследствии одна из тхэквондисток, Айнур Мамедова, была отстранена от соревнований в связи с тем, что оба результата её ПЦР-теста на коронавирус оказались положительными.
2 сентября на даянг вышли Рояла Фаталиева и Имамеддин Халилов. Фаталиева выступала в весовой категории до 49 кг. В первой же схватке она проиграла чемпионке мира 2019 года спортсменке из Таиланда Хвансуде Фуангхича и отправилась в утешительный блок. Здесь она должна была сначала встретиться с Аруной Танвар из Индии, но соперница снялась с турнира и Фаталиева прошла дальше, где уступила украинской тхэквондистке Виктории Марчук, заняв 7-е место. Халилов, выступавший в весовой категории 61 кг, также начал Игры с поражения, уступив россиянину Даниилу Сидорову. И хотя первую свою утешительную схвату против хозяина даянга Мицуи Танаки он выиграл, но после проиграл четырёхкратному чемпиону мира Бофу Конгу из Франции и также завершил Игры на 7-м месте.
3 сентября в борьбу за медаль вступил Абульфаз Абузарли, который выиграл стартовую встречу благодаря тому, что соперник из Филиппин Киану Ганапин не вышел на даянг. Таким образом, Абузарли единственный из азербайджанских тхэквондистов вышел в четвертьфинал Паралимпийских игр. Здесь он с крупным счётом уступил чемпиону мира 2019 года мексиканцу Хуану Гарсии Лопесу и также, как и его товарищи по команде, отправился в утешительный блок. Первую схватку здесь против украинца Антона Швеца Абузарли выиграл, но во втором поединке против южнокорейского спортсмена — потерпел поражение и также довольствовался 7-м местом.
Мужчины
| Спортсмен         | Категория | 1/8 финала               | Четвертьфинал         | Полуфинал               | Полуфинал                | Финал                | Финал |
| Спортсмен         | Категория | Соперник Результат       | Соперник Результат    | Соперник Результат      | Соперник Результат       | Соперник Результат   | Место |
| ----------------- | --------- | ------------------------ | --------------------- | ----------------------- | ------------------------ | -------------------- | ----- |
| Имамеддин Халилов | до 61 кг  | Д. Сидоров (RPC) П 19-25 | Не участвовал         | Утешительная схватка 1  | Утешительная схватка 2   | За 3-е место         | 7     |
| Имамеддин Халилов | до 61 кг  | Д. Сидоров (RPC) П 19-25 | Не участвовал         | М. Танака (JPN) В 20-15 | Б. Конг (FRA) П 26-29    | Завершил выступление | 7     |
| Абульфаз Абузарли | до 75 кг  | К. Ганапин (PHI) В WQO   | Х. Лопес (MEX) П 5-38 | Утешительная схватка 1  | Утешительная схватка 2   | За 3-е место         | 7     |
| Абульфаз Абузарли | до 75 кг  | К. Ганапин (PHI) В WQO   | Х. Лопес (MEX) П 5-38 | А. Швец (UKR) В 60-36   | Чу Джонхун (KOR) П 32-46 | Завершил выступление | 7     |

Женщины
| Спортсмен       | Категория   | 1/8 финала                | Четвертьфинал         | Полуфинал              | Полуфинал               | Финал                 | Финал                 |
| Спортсмен       | Категория   | Соперник Результат        | Соперник Результат    | Соперник Результат     | Соперник Результат      | Соперник Результат    | Место                 |
| --------------- | ----------- | ------------------------- | --------------------- | ---------------------- | ----------------------- | --------------------- | --------------------- |
| Рояла Фаталиева | до 49 кг    | Х. Фуангхича (THA) П 4-17 | Не участвовала        | Утешительная схватка 1 | Утешительная схватка 2  | За 3-е место          | 7                     |
| Рояла Фаталиева | до 49 кг    | Х. Фуангхича (THA) П 4-17 | Не участвовала        | А. Танвар (IND) В WD   | В. Марчук (UKR) П 20-26 | Завершила выступление | 7                     |
| Айнур Мамедова  | свыше 58 кг | Ю. Липецкая (UKR) П DNS   | Завершила выступление | Завершила выступление  | Завершила выступление   | Завершила выступление | Завершила выступление |

## Итоги Паралимпийских игр для Азербайджана
На Паралимпийских играх 2020 спортсмены Азербайджана завоевали 19 медалей: 14 золотых, одну серебряную и четыре бронзовые. Азербайджан впервые взял паралимпийские медали в парапауэрлифтинге, беге на 400 м, плавании баттерфляем и мужском метании копья. В итоге сборная заняла 10-е место в неофициальном общекомандном зачёте по количеству золотых медалей, шестое место среди стран Европы, третье — среди республик бывшего Советского Союза и первое — среди мусульманских стран; по общему количеству наград она разделила с Индией и Узбекистаном 20—22-е места. Таким образом, впервые в истории паралимпийская сборная Азербайджана вошла в первую десятку медального зачета Паралимпийских игр.

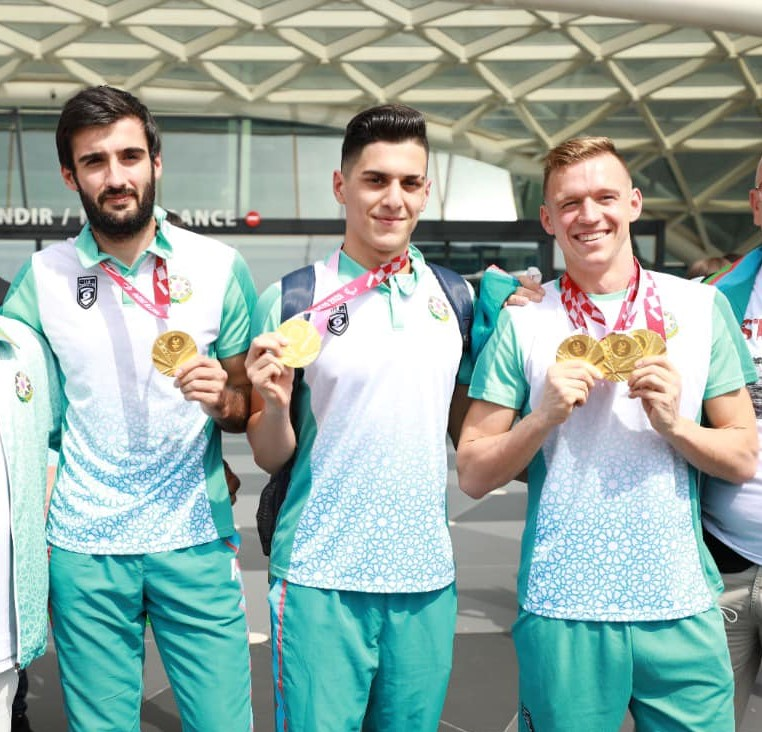
Паралимпийские чемпионы Азербайджана по приезде в Баку из Токио. Слева направо: прыгун в длину Орхан Асланов, пловцы Вели Исрафилов и Роман Салей

На этих Играх Гамид Гейдари, метнув копье на 51,42 метра, установил мировой рекорд, а толкатель ядра Эльвин Астанов, пловец Вели Исрафилов и бегунья Ламия Велиева установили рекорды Паралимпийских игр. Дзюдоист Ильхам Закиев стал первым азербайджанским спортсменом — призёром четырёх Паралимпийских игр, а благодаря трём золотым медалям пловца Романа Салея, впервые один из азербайджанских спортсменов вошёл в историю как трёхкратный паралимпийский чемпион.
7 сентября во время назначения на пост министра молодёжи и спорта Фарида Гаибова президент республики Ильхам Алиев отметил, «высокое мастерство, профессионализм и самоотверженность» азербайджанских паралимпийцев на Играх в Токио. Завоевание большого количества медалей, в том числе и золотых, Алиев назвал «очень важным событием» для Азербайджана, отметив также, что вполне справедливо гордится азербайджанскими паралимпийцами.

## Награждения спортсменов и их тренеров
Согласно распоряжению президента Азербайджана Ильхама Алиева от 6 сентября 2021 года, премиальные за золотую медаль составили 200 тысяч манатов (тренерам — 100 тысяч манатов), за серебряную медаль — 100 тысяч манатов (тренерам — 50 тысяч манатов), а за бронзовую — 50 тысяч манатов (тренерам — 25 тысяч манатов).
В этот же день призёры Игр и их тренеры распоряжением президента Азербайджана за высокие достижения на XVI летних Паралимпийских играх в Токио и заслуги в развитии азербайджанского спорта были награждены орденами и медалями. Согласно этому распоряжению, легкоатлеты Эльвин Астанов и Гамид Гейдари, а также полвец Роман Салей были награждены орденом «Слава», легкоатлеты Орхан Асланов и Ламия Велиева, дзюдоисты Шахана Гаджиева, Ханым Гусейнова, Дурсадаф Керимова, Гусейн Рагимли, Вугар Ширинли, Севда Велиева и Ильхам Закиев, а также пловец Вели Исрафилов — орденом «За службу Отечеству I степени», дзюдоист Намиг Абаслы, пауэрлифтер Парвин Мамедов и легкоатлет Саид Наджафзаде — орденом «За службу Отечеству III степени».
Главный тренер сборной по паралимпийскому плаванию Алаверди Джулфаев, главный тренер женской сборной по дзюдо Рашад Мамедов и тренер сборной по паралимпийской лёгкой атлетике и личный тренер Эльвина Астанова и Саида Наджафзаде Владимир Заяц были награждены орденом «Труд III степени», тренеры по паралимпийскому дзюдо Фарид Агакишиев и Эльвин Адиль оглы Алиев, тренер сборной по паралимпийской лёгкой атлетике Эльвин Эльман оглы Алиев, личный тренер Вели Исрафилова Рашад Алиев, личный тренер Ламии Велиевой Тофиг Алиев, главный тренер мужской сборной по паралимпийскому дзюдо Ибрагим Ибрагимов, личный тренер Парвина Мамедова Расим Мамедов, тренер по женскому дзюдо Имамверди Мамедов, первый вице-президент Федерации лёгкой атлетики Азербайджана Мехди Нагиев, главный тренер сборной по паралимпийской лёгкой атлетике Олег Панютин и тренер по паралимпийскому дзюдо Азад Захидов — медалью «Прогресс».
Другим распоряжением президента главный тренер сборной по парапауэрлифтингу Ильгар Ибишов, главный тренер женской сборной по паралимпийскому дзюдо Рамин Ибрагимов и тренер сборной по паралимпийскому плаванию и личный тренер Романа Салея Фёдор Кириллов были награждены «Почётным дипломом Президента Азербайджанской Республики».